# Drei Tage im April
Drei Tage im April ist ein deutsch-französisch-österreichischer Film des Regisseurs Oliver Storz aus dem Jahr 1995 über die Ereignisse in einem deutschen Dorf am Ende des Zweiten Weltkriegs. Die Handlung beruht auf einer wahren Begebenheit.

## Handlung
Es ist kurz vor Kriegsende im April 1945 in einem hohenlohe-fränkischen Dorf namens Nesselbühl: Die meisten der Bewohner warten auf den Einmarsch der amerikanischen Truppen und damit das Ende des Krieges. Aus der Ferne ist Geschützdonner zu vernehmen. Neben sich zurückziehenden Truppen der Wehrmacht sind auch Streifen der SS präsent. Diese exekutieren angebliche Deserteure der Wehrmacht, die ohne Marschbefehl im Wirtshaus des Ortes kampieren.
Die Reichsbahn muss nach einem Lokomotivschaden eines Nachts drei Güterwaggons und einen Personenwaggon eines SS-Sonderzuges abkuppeln und einfach im Bahnhof stehen lassen. Am nächsten Morgen stellen die Dorfbewohner fest, welche Ladung die Wagen beinhalten: Häftlinge eines Konzentrationslagers. Bewacht von SS-Soldaten verhungern und verdursten die eingepferchten Menschen. Ihr Schreien erschreckt die Dorfbewohner.
Dies ruft den Bewohnern des Ortes die negativen Seiten des nationalsozialistischen Regimes in Erinnerung. Im Dorf drückt sich die Führungsriege um eine Entscheidung: Wie sie es gelernt haben, verweisen Bürgermeister, Ortsbauernführer und Bahnhofsvorsteher auf die ihnen übergeordneten Instanzen. Der Pfarrer des Ortes wurde schon vor Jahren mundtot gemacht. Die meisten Einwohner des Dorfes sind mit ihren eigenen Problemen beschäftigt. Einzig die 20-jährige Anna, Tochter des Bauernführers Baisch, BDM-Führerin des Dorfes und glühende Verehrerin des Führers, will helfen. Sie wird von der versprengten Sängerin einer Unterhaltungstruppe der Wehrmacht insgeheim unterstützt. Doch als Anna mit dem Elend der Häftlinge direkt konfrontiert ist, muss sie sich übergeben. Allein eine polnische Zwangsarbeiterin überwindet die apathische Starre der nur zuschauenden Dorfbewohner und verteilt Lebensmittel.
Am dritten Tag sind die SS-Soldaten plötzlich verschwunden, nachdem die Sängerin sie heimlich mit Wein bestochen hat. Der Film endet damit, dass einige Dorfbewohner die Waggons mit den KZ-Häftlingen in die Nachbargemeinde und somit ins Ungewisse, dramaturgisch durch Nebel dargestellt, schieben.

## Hintergrund
Auf das Thema stieß der Autor und Regisseur 1986 bei den Recherchen zu seinem autobiographischen Roman Nebelkinder über die Jugendzeit in Schwäbisch Hall; Storz verlegt jedoch die Handlung in den fiktiven Ort Nesselbühl. Dieser hat demnach nichts mit dem damaligen Schmalegger Ort Nesselbühl zu tun.
„Nesselbühl“ steht hier exemplarisch für die Ereignisse, die sich vom 2. bis 6. April 1945 in Eckartshausen, eingemeindeter Stadtteil von Ilshofen im Landkreis Schwäbisch Hall in Baden-Württemberg, zutrugen: Am 2. April 1945 blieb nach einem Fliegerangriff in dem kleinen Ort an der Bahnstrecke Heilbronn–Crailsheim, auf halbem Weg zwischen Schwäbisch Hall und Crailsheim, ein SS-Sonderzug der Reichsbahn aus technischen Gründen liegen. Vier verplombte geschlossene Güterwagen, umgangssprachlich als Viehwaggons bezeichnet, mit 300 jüdischen KZ-Häftlingen wurden im Eckartshausener Bahnhofsbereich von der Lokomotive der Baureihe 44 abgekoppelt und blieben bewacht von ukrainischen SS-Soldaten auf dem Gleis stehen. Die zu je 75 Leuten in den Waggons unbekannter Herkunft eingepferchten Menschen blieben ihrem Schicksal überlassen, sie verhungerten und verdursteten und ihr Schreien war ein Gräuel für die Einwohner von Eckartshausen. Die Dorfbewohner bemühten sich vergeblich, die zuständigen Dienststellen zum Eingreifen zu bewegen, waren aber von der Situation überfordert und „schafften sich das Problem vom Hals“. Am 6. April 1945 schoben vermutlich die Männer des Ortes die Waggons an, damit sie auf die Hauptstrecke kamen, und ließen sie auf der leicht abschüssigen Strecke in Richtung Sulzdorf rollen. Die Waggons rollten etwa neun Kilometer weit in Richtung Schwäbisch Hall.
Personen und Handlung des Gesellschaftsdramas sind frei erfunden. Anna Baisch ist eine von Storz dramaturgisch eingeführte fiktive Figur. Ob und wie die Dorfbewohner den Gefangenen halfen oder helfen wollten, ist nicht bekannt.
Bereits 1989 führte die Württembergische Landesbühne Esslingen das dramatische Theaterstück Die barmherzigen Leut von Martinsried. Ein Heimatstück von Oliver Storz auf. Die dargestellte Thematik fand dann 1994 weitere Verarbeitung im Spielfilm. In der Spielzeit 2019/20 wurde das Stück an der Württembergischen Landesbühne in Esslingen neu aufgeführt.
Der Film wurde am 7. April 1995 erstmals auf Arte ausgestrahlt und fand im Sommer 1995 einen Kinoverleih.

## Drehorte
Der Film wurde von Oktober bis Dezember 1994 in Thüringen gedreht. Drehorte waren unter anderem die Stadt Sömmerda, die Gemeinde Hardisleben, der außerhalb der Ortschaft Griefstedt gelegene Bahnhof an der KBS 335 der Bahnstrecke Sangerhausen–Erfurt und Niederbösa.

## Kritiken
„Eine sorgfältig inszenierte Parabel mit teils hervorragenden schauspielerischen Leistungen, aber auch strukturellen Schwächen. Überzeugend und eindrucksvoll ist sie immer dann, wenn sie aufmerksam den Empfindungen der Menschen nachspürt.“

„Regisseur Oliver Storz entwirft in diesem Fernsehfilm das erschütternde Bild einer nach zwölf Jahren Nazizeit durch Passivität, vorauseilenden Gehorsam und Verblendung geprägten Generation.“

## Auszeichnungen
- Bayerischer Filmpreis: Spezialpreis Beste Kamera für Hans Grimmelmann
- Deutscher Kamerapreis: Lobende Erwähnung für die Bildgestaltung für Hans Grimmelmann.
- Grimme-Preis
- Prix Europa: Spezialpreis
- Erster Preis beim FilmKunstFest Schwerin (Verleihförderpreis der Bundeszentrale für politische Bildung)
- Hans-Bausch-Media-Preis: für das Gesamtwerk von Oliver Storz
- Telestar: für Oliver Storz
- DAG-Fernsehpreis in Gold